# 17-й гвардейский стрелковый полк
17-й гвардейский стрелковый ордена Суворова полк — часть мотострелковых войск РККА во время Великой Отечественной войны. В годы Великой Отечественной войны полк участвовал в боях на западном направлении, под Сумами, в Московской битве, Ржевско-Сычёвской, Орловской, Брянской, Городокской, Белорусской, Гумбинненской и Восточно-Прусской наступательных операциях Кёнигсбергская операция штурм крепости Кёнигсберг, штурм крепости Пиллау, форсирование пролива Зеетиф, соединяющий Балтийское море с заливом Фришес-Хафф, разгром и пленение противника на косе Фрише-Нерунг.

## История

### Формирование
Сформирован в Алтайском крае в 1939 году, как 630-й стрелковый полк, 107-й стрелковой дивизии. С апреля 1941 года содержался по штату № 04/120.
В мае 1941 получил приписной состав. 
На начало войны дивизия входила в состав 53-го стрелкового корпуса, 24-й армии РГК.
Дислоцировалась в городах Барнаул, Бийск.

### Боевой путь
- 24 июня 1941 года 630-й стрелковый полк в составе 107-й стрелковой дивизии убыл на фронт под Дорогобуж Смоленской области. Принял участие в Смоленском сражении. В течение августа месяца вёл наступление на Ельню
- 29.06.1941 убыл на фронт в составе 107-й стрелковой дивизии 53-го ск 24-я армия, Резервный фронт
- 24 июня 1941 года выехал на фронт под Дорогобуж Смоленской области.
- 07.1941 прибыл в район Дорогобужа,
- 19.07.1941 принимает первый бой в Смоленском сражении. В течение августа месяца вёл наступление на Ельню.
- 07 — 08.1941 участвовал в контрударах Резервного фронта и освобождал г. Ельня
- Полк особо отличился в боях под Ельней, где ему и дивизии, в числе первых, присвоили звание «Гвардейский»[1].

Стали гвардейскими и другие части 5-й гвардейской стрелковой дивизии. 
- 12-й гвардейский стрелковый полк (бывший 586-й стрелковый полк)
- 17-й гвардейский стрелковый полк (бывший 630-й стрелковый полк)
- 21-й гвардейский стрелковый полк (бывший 765-й стрелковый полк)
- 24-й гвардейский артиллерийский полк
- 26-й гвардейский миномётный дивизион (до 20.10.1942),
- 1-я (160)-я гвардейская разведывательная рота,
- 6-й гвардейский сапёрный батальон,
- 7-й гвардейский отдельный батальон связи,
- 3-я гв. орхз.
- 18.09.1941 на ст. Павлиново и Спас-Деменск отправлен в район Вышнего Волочка в резерв ВГК.
- Полк принимал участие в освобождении городов Таруса, Алексин, Кондрово, Полотняный Завод, Юхнов, вышел на рубеж реки Угра — на землю Смоленщины.
- За оборону Москвы, за стойкость и отвагу полка и всей дивизии в наступлении 107-я стрелковая дивизия была награждена орденом Красного Знамени[2].
- В 1943 г. полк воевал на Орловско-Курской дуге, а затем снова на Западном фронте. Воевал на Смоленской земле, в Белоруссии. Освобождал города Витебск, Борисов.

Участие в операциях:
- 07 — 08.1943 Орловская наступательная операция
- 09 — 10.1943 Брянская операция
- 10 — 12.1943 Городокская операция
- 06.1944 Витебско-Оршанская наступательная операция
- 06 — 07.1944 Минская наступательная операция
- 07.1944 Вильнюсская наступательная операция

В действующей армии c 15.07.1941 по 22.04.1944 и с 28.05.1944 по 09.05.1945.
- Из журнала боевых действий 5-й гв. стрелковой дивизии:

В течение дня (30 ноября 1944 года) дивизия находилась на построении. Построение и парад происходил по случаю вручения членом Военного Совета 11 гв. армии гв. генерал-майором т/в Куликовым правительственной награды дивизии и частям дивизии.
За образцовое выполнение задания в борьбе с немецко-фашистскими захватчиками и достигнутые в результате этих операций, побед - 5-й гв. Городокской, Краснознамённой дивизии вручён орден Суворова 2 степени. 12 гв. стрелковому полку вручён орден Красного Знамени.
17-гв. стрелковому полку - орден Суворова III степени— Журнал б/д 5 гв. сд Ф. 1064, оп. 1, Д. 79 а. л.23
- 07 — 08.1944 Каунасская наступательная операция
- Восточно-Прусская наступательная операция:
  - 10.1944 Гумбиннен-Гольдапская наступательная операция

Сводка:

В 20-х числах января 1945 года немецкие войска, потерпев поражение на реке Инстер (Inster, р. Инструч) и на позициях инстербургского и гумбинненского укреплённых рубежей, потеряв города Инстербург (Insterburg, г. Черняховск), Гумбиннен Gumbinnen, г. Гусев) и Тильзит (Tilsit, г. Советск), начали с боями отходить на рубеж рек Дайме (Daime, р. Дейма) , Прегель (Pregel, р. Преголя) и Алле (Alle, р. Лава), т. е. основные оборонительные рубежи Хейльсбергского укреплённого района, где надеялись закрепиться и вести оборону.
К исходу 21 января основная группировка 11-й гвардейской армии генерала К. Н. Галицкого (8-й и 16-й гвардейские стрелковые корпуса) продолжали преследовать отступающие немецкие части (548, 561 и 349-й пехотных и 5-й танковой дивизий противника), отходившие за реки. Прегель и Дайме, 8-й корпус, взаимодействуя с частями 1-го Краснознамённого танкового корпуса в течение ночи на 22 января безостановочно наступал в направлении Таплакен (Taplacken, пос. Талпаки), Велау (Wehlau, пос. Знаменск), Тапиау (Tapiau, г. Гвардейск)... С 23 по 24 января 1945 года в боях за город принимали участие два батальона 12–й гвардейской стрелковой дивизии, 17-го гвардейского стрелкового полка, 5-й гвардейской стрелковой дивизии в составе 11-й гвардейской армии (командующий – генерал К. Н. Галицкий).
— http://worldwars-memory.ru/2mirovaya_voina/67 История мировых войн
- - 01.1945 Кёнигсбергская операция
  - 04.1945 штурм города-крепостиКёнигсберг
  - 24-25.04.1945 штурм военно-морской базы Пиллау (Балтийск)
- В Восточно-Прусской наступательной операции 1945 года воины полка проявили высокое искусство при прорыве глубоко эшелонированной обороны противника с большим количеством долговременных сооружений. Умело действовал полк и при овладении крупными городами.
- Завершающим этапом его боевого пути было участие в разгроме земландской группировки немецких войск и штурме города и морской крепости крепости Пиллау
- 25-27.04.1945 форсирование пролива Зеетиф, соединяющего Балтийское море с заливом Фришес-Хафф

Военная история Пиллау свидетельствует:

 Начало десанта на косу
Вечером 25 апреля командир 17-го гвардейского стрелкового полка обратился к офицерам 3-го стрелкового батальона: «Нам, гвардейцам Суворовского полка, командование доверило форсировать Морской пролив. Нас поддержат сотни орудий и пулемётов. Я уверен, что вы выполните эту задачу с честью». В развалинах Морской гавани гвардии подполковник А. И. Банкузов нанёс участок высадки десанта на карту командира батальона гвардии майора А. В. Дорофеева. После мощной артиллерийской и авиационной подготовки части 5-й гвардейской стрелковой дивизии приступили к форсированию канала.
— 
С сайта Пиллау-Балтийск:

1.7. Захват косы Фрише-Нерунг 
...Оборона косы Фрише-Нерунг состояла из 10—12 рубежей. Каждый рубеж включал несколько линий траншей с площадками для пулемётов и орудий. Подступы к ним прикрывались минными полями, лесными завалами и противотанковыми рвами.
Днём 25 апреля бойцы 17-го гвардейского стрелкового полка вышли к Кенигсбергскому морскому каналу, вдоль стенок которого стояли остовы сгоревших и разбитых кораблей, транспортов, самоходных барж, а на берегу лежали завалы разбитой и брошенной техники.
Перед полком стояла задача — переправиться через пролив и закрепиться на берегу до подхода главных сил. К месту посадки были собраны десятки яхт, парусных лодок и рыбацких шхун. Сюда же доставили и автомобили-амфибии. Из-за отсутствия времени пулемётные ленты и диски к автоматам набивались патронами уже на ходу. Головная амфибия, не дойдя до берега, наткнулась на подводные сваи. Гвардии рядовой М. И. Гаврилов, прыгнув в ледяную воду, одним из первых достиг берега и, уничтожив немецкое охранение, обеспечил высадку десанта на берег.
Гвардейцы, захватив первую траншею, выкатили на берег пушки и вынесли миномёты. На окраине посёлка Нойтиф (ныне — Коса) захватили фабричный цех с арсеналом крупнокалиберных пулемётов, стрельбе из которых обучились у пленных инструкторов. Противник, прикрываясь танками и артиллерией, атаковал десантников каждые полчаса. Немцам удалось проникнуть в подвалы здания, где завязался рукопашный бой. Гитлеровцев расстреляли в упор и забросали гранатами. Вторая волна десанта (капитан Л. З. Чугуевский попала под сильный огонь и, понеся большие потери, оказалась сброшенной в воду. Лишь небольшой группе солдат в наступившей темноте удалось пробиться к своим...
В числе первых ворвался в Нойтиф гвардии старшина роты С. П. Дадаев. Отбив четыре атаки, он был трижды ранен и скончался на поле боя. Его именем названы улицы в Калининграде и Балтийске. Среди тех, кто форсировал морской канал, был и гвардии старший сержант Е. И. Аристов, обеспечивший бесперебойную связь с командованием. В одной из атак он захватил вражеский пулемёт и его огнём поддержал своих товарищей. В напряжённом бою десантники ворвались в ангары немецкой морской авиации. За смелость и отвагу, проявленную при захвате и защите плацдарма на косе Фрише-Нерунг, шестерым (двенадцати - ред.) офицерам, сержантам и солдатам 17-го гвардейского полка было присвоено звание Героя Советского Союза.
— http://russian-west.narod.ru/history/voina/voina.htm
8 воинов из 12-ти — Герои Советского Союза из 3-го батальона гвардии майора Дорофеева А. В. Сам комбат стал Героем России через 50 лет. 
- 28.04-05.05.1945 разгром противника на косе Фрише-Нерунг.

На этом война для полка завершилась. Полк был выведен с косы Фрише-Нерунг в район Велау.
- В 1960-м году 17-й гвардейский мотострелковый полк вместе с 5-й гв. мсд (формирования 1957 года) расформирован.

## Наименования и награды
- «Гвардейский»  В 1941 году За мужество и героизм, проявленные в боях под Ельней.
- 10.07.1944 орден Суворова III степени за форсирование реки Березина и освобождение города Борисов.
- За годы войны 16 воинов полка удостоены звания Героя Советского Союза и один (Дорофеев, Анатолий Васильевич) стал Героем Российской Федерации[4].

## Командование
Командир полка
- 1940 подполковник Муратов Василий Денисович 630-й сп
- 1940-1941 майор Носевич Михаил Александрович
- ноябрь 1941 — февраль 1942: полковник Перхорович, Франц Иосифович
- 11.05.1942 - 31.01.1943 гвардии подполковник Ноша Иван Гаврилович
- 31.01.1943 - 24.06.1943 гвардии полковник Алексеенко, Василий Лаврентьевич
- 29.07.1943 - 23.09.1943 гвардии майор Тропин Николай Петрович
- 26.08.1944 - 30.09.1944 гвардии майор Архипов Иван Яковлевич
- 23.09.1943 - 06.02.1944 гвардии майор Чернов, Яков Васильевич
- 6.2.1944-1945 гвардии подполковник Банкузов, Анатолий Иванович

Заместители командира полка
- военком батальонный комиссар Дудоладов Григорий Иванович с 1.08.1941
- НШ 630-го сп майор Конрад Пётр Павлович
- НШ полка капитан Шумский, Александр Александрович с 1941
- НШ полка старший лейтенант, капитан С. Н. Бондаренко  17.4.1942 - 1944
- зам комполка старший лейтенант Титов Николай Петрович с 1.05.1942
- зам по строевой части гв. капитан Бабкин Дмитрий Миронович 1945 Представлен к званию ГСС[6]
- начальник штаба 17-го гв. сп  гв. капитан Горохов 1944
- НШ полка гв. майор Дворников Алексей Александрович февр.-май 1945 Представлен к званию ГСС[7]
- заместитель по полититической части подполковник Тентлер Владимир Григорьевич 9.3.1943 - май 1945

Управление
- начарт ст. лейтенант Костенко Г. В. с мая 1942
- нач артиллерии полка Добрицкий Виктор Кузьмич
- полковой инженер гв. капитан Василенко Фёдор Иванович октябрь 1944- май 1945
- парторг полка гв. майор Клапанов Иван Степанович октябрь 1944-май 1945
- нач связи полка гв. капитан Майоров Михаил Лукьянович апрель-май 1945
- нач хим службы Калинко В.М. с августа 1941
- Пом. комполка и/сл. майор Сапожников В.М.
- Романько Леонтий Антонович - помощник командира полка по снабжению гв. майор и/сл.[8]

Командование подразделений
1-й стрелковый батальон:
- командир батальона лейтенант Выдрин М.М. с 25.3.1942
- командир батальона лейтенант Наханько Б.Ф. с 25.5.1942
- командир батальона гв. майор Брильков Яков Сергеевич 1944 - май 1945 (зам командира с 1943) [9]
- зам командира командира гв. капитан Дорофеев, Анатолий Васильевич февраль 1945-23.4.1945.
- зам командира по политчасти гв. капитан Байженбаев Ризахмет октябрь 1944-май 1945
- помощник начальника штаба батальона гв. капитан Гаевский Георгий Леонидович январь-апрель 1945
- командир 2-й стрелковой роты гв. ст. лейтенант Болдин октябрь 1944-май 1945
- командир стрелковай роты автоматчиков гв. ст. лейтенант Жеребин Пётр Максимович апрель-май 1945
- командир 1-й миномётной роты гв. ст. лейтенант Долгополов Иван Васильевич апрель-май 1945
- командир 1-го взвода ПТР Андромонов Николай Леонидович апрель-май 1945
- комсорг батальона гв. лейтенант Москвин Александр Иванович январь-апрель 1945
- боец гв. рядовой Сотников Алексей январь-май 1945
- боец гв. рядовой Цыганков Дмитрий январь-май 1945
- боец гв. рядовой Озеров Михаил январь-май 1945

2-й стрелковый батальон:
- командир батальона ст. лейтенант Безусов В.Н. с 10.02.1942
- командир батальонат ст. лейтенант Сарычев А.И. с 7.7.1942
- командир батальона ст. лейтенант Кандауров М.А. с1.9.1942
- командир батальона гв. майор Чередниченко Иван Тимофеевич сентябрь 1944 - 1945
- зам командира по строевой части гв. капитан Панарин Анатолий Анисимович 22.7.1944- апрель 1945, погиб в бою
- командир 6-й ср ст. лейтенант Агафонов Николай Георгиевич октябрь 1944-май 1945
- командир стрелковой роты Ка(у)зьменко Василий Фёдорович январь-май 1945
- командир стрелковой роты Редькин Василий Михайловичянв январь-май 1945
- Ком. стр. роты  ст. лейтенант С. Г. Пискунов с 15.10.1944
- ком 1-го взвода 6-й ср гв. лейтенант Рожков Николай Повлович январь-май 1945
- парторг 2 сб гв. старшина Дадаев, Степан Павлович октябрь 1944-май 1945

3-й стрелковый батальон:
- командир батальона ст. лейтенант Муратов С.А. с 1.02.1942
- командир батальона ст. лейтенант Игнатов В.М. с 1.09.1942
- командир батальона майор Запхаев Сергей Шапонович  июль 1943[10] погиб 7.1.1944.
- командир батальона гв. майор Лискунович Пётр Иванович февраль 1945-18.4 1945
- командир батальона гв. майор Дорофеев, Анатолий Васильевич 18.4.1945 до конца войны
- командир батальона гв. майор Зайцев, Николай Кузьмич май 1945-1947
- Начальник штаба батальона гв. капитан Чудин Азизула Хакимович январь-май 1945
- заместитель командира батальона по политчасти гв. ст. лейтенант Панкратов, Василий Никитович январь-май 1945
- заместитель командира 3-го сб гв. капитан Чугуевский, Леонид Захарович 1945 до конца войны
- командир 7- стрелковой роты Нехаенко, Степан Яковлевич апрель-май 1945
- командир 3-й миномётной роты гв. капитан Пупышев Николай Петрович октябрь 1944-май 1945
- парторг батальона мл. лейтенант Шитиков, Иван Павлович 1945-май 1945
- командир миномётного взвода гв. младший лейтенант Суворов Александр Иванович
- Комсорг, парторг гв. сержант Ерёмушкин, Василий Александровичоктябрь 1944-май 1945
- ком стрелкового взвода гв. мл. лейтенант Лазарев Михаил Алексеевич октябрь 1944-май 1945
- ком стрелкового взвода 7-й ср гв. лейтенант Первушин апрель-май 1945
- ком стрелкового взвода 7-й ср гв. лейтенант Сергеев апрель-май 1945
- ком стрелкового взвода гв. лейтенант Безбородов Христофор Петрович
- ординарец командира 3-го сб лейтенант Парашутинский октябрь 1944-май 1945
- стрелок гв.рядовой Гаврилов, Михаил Иванович 1944-май 1945
- наводчик орудия гв. младший сержант Дёмин, Николай Николаевич апрель-май 1945
- командир отделения гвардии сержант Попов, Василий Иванович апрель-май 1945

Подразделения полка
- командир миномётной батареи ст. лейтенант Запхаев Сергей Шапонович  с 1.2.1942 погиб 7.1.1944
- командир взвода 82 мм миномётов (1943), батареи 45 мм пушек (1945) гв.лейтенант Даниленко Трофим Михайлович 04.12.1941 - 05.01.1945
- Ком разведроты гв. ст. лейтенант Кочетов Александр Антонович апрель-май 1945
- командир арт батареи 76-мм пушек гв. капитан Злобин Павел Иванович апрель-май 1945
- командир 45-мм батареи гвардии капитан Романов Николай Петрович октябрь 1944-май 1945
- командир сапёрного взвода гв. лейтенант Чуркин Василий Нестерович апрель-май 1945
- Телефонист роты связи полка гв. сержант Аристов, Егор Игнатьевич апрель-май 1945
- Командир отделения связи минбатр гв. старшина Бойко, Савелий Иванович апрель-май 1945
- радист гв. рядовой Набутовский Лев Лазаревич апр.- май 1945[11]

## Память
- Площадь города Барнаула носит имя 5-й гвардейской стрелковой дивизии.
- В честь гвардейского полка и дивизии назван город в Калининградской области — Гвардейск (бывший Тапиау).

## В воспоминаниях современников
Под утро гвардейцы начали форсирование узкого пролива Зее-Тифф, отделявшего Пиллау от косы Фришес-Нерунг. В числе самых первых высадился штурмовой отряд 17-го гвардейского стрелкового полка 5-й гвардейской стрелковой дивизии, которым командовал капитан Л. З. Чугуевский. Офицер организовал успешное отражение трёх фашистских контратак. Временами положение отряда становилось критическим. За оружие пришлось взяться даже санитарам и связистам. Пока командир отделения связи старшина С. С. Бойко чётко корректировал огонь миномётной батареи, телефонист гвардии сержант Е. И. Аристов отбил у фашистов пулемёт и метким огнём из него отразил очередную контратаку.

Так и не удалось немцам сбросить группу капитана Чугуевского в море. Отважные гвардейцы под его командованием обеспечили переправу остальных сил батальона, а затем и главных сил полка. Всем этим смельчакам было присвоено звание Героя Советского Союза.
— Герой Советского Союза  Маршал Советского Союза  Баграмян И.Х.  Так  шли мы к победе. -  М: Воениздат, 1977.- С.586.

## Отличившиеся воины
- гвардии сержант Аристов, Егор Игнатьевич — телефонист роты связи 17-го гв.сп.
- гвардии подполковник Банкузов, Анатолий Иванович — командир 17-го гвардейского стрелкового полка
- гвардии старшина Бойко, Савелий Иванович — командир отделения связи миномётной батареи, 17 гв.сп.
- гвардии рядовой Гаврилов, Михаил Иванович — стрелок, 17 гв. сп.
- гвардии рядовой Дадаев, Степан Павлович — стрелок, 17 гв. сп.
- гвардии младший сержант Дёмин, Николай Николаевич — наводчик орудия, 17 гв. сп.
- гвардии майор Дорофеев, Анатолий Васильевич — командир 3-го стрелкового батальона, 17 гв. сп.
- гвардии младший сержант Ерёмушкин, Василий Александрович — комсорг 3-го батальона, 17 гв. сп.
- гвардии старший лейтенант Нехаенко, Степан Яковлевич — командир 7-й роты 3-го сб, 17 гв. сп.
- гвардии старший лейтенант Панкратов, Василий Никитович — заместитель командира 3-го батальона по политической части, 17 гв. сп.
- гвардии сержант Попов, Василий Иванович — командир отделения 17-го гв. сп.
- гвардии младший лейтенант Суворов Александр Иванович — командир миномётного взвода 3-го сб, 17 гв. сп.
- гвардии капитан Чугуевский, Леонид Захарович — заместитель командира 3-го батальона; 17 гв. сп.
- гвардии младший лейтенант Шитиков, Иван Павлович — парторг 3-го батальона, 17 гв. сп.